# 미국령 버진아일랜드 축구 국가대표팀
미국령 버진아일랜드 축구 국가대표팀(영어: United States Virgin Islands national soccer team)은 미국령 버진아일랜드를 대표하는 축구 국가대표팀으로 미국령 버진아일랜드 축구 연맹에서 관리하고 있다. 북중미카리브 축구 연맹 회원국 중 가장 최약체로 평가되는 팀으로 손꼽히며 1998년 3월 21일 영국령 버진아일랜드와의 첫 국제 A매치에서 1-0으로 승리했다.

## 국제 대회 경력

### FIFA 월드컵
2002년 FIFA 월드컵 북중미카리브 지역 예선부터 꾸준히 예선에 참가하기 시작한 이후 영국령 버진아일랜드와의 2014년 FIFA 월드컵 북중미카리브 지역 1차 예선에서 1·2차전 합계 4-1로 승리하며 사상 첫 2차 예선 진출의 성과를 거두었다.

### CONCACAF 네이션스리그

#### 2019-20년 리그 C
2019-20년 CONCACAF 네이션스리그 예선 27위로 리그 C에 편입된 미국령 버진아일랜드는 케이맨 제도, 바베이도스, 생마르탱과 함께 A조에 편성되어 1승 5패·조 최하위로 첫 시즌을 마쳤다.

#### 2022-23년 리그 C
2022-23 시즌 리그 C에서는 신트마르턴, 보네르, 터크스 케이커스 제도와 A조에 편성되어 6경기 1승 1무 4패·조 최하위로 시즌을 마쳤다.

#### 2023-24년 리그 C
2023-24 시즌 리그 C에서는 아루바, 케이맨 제도와 함께 B조에 편성되어 4경기 1무 3패·3팀 중 꼴찌라는 처참한 성적에 그쳤다.

## FIFA 월드컵 (본선)
| 년도   | 결과      | 순위      | 경기      | 승        | 무*       | 패        | 득점      | 실점      | 승점      |
| ------ | --------- | --------- | --------- | --------- | --------- | --------- | --------- | --------- | --------- |
| 1930년 | 비회원국  | 비회원국  | 비회원국  | 비회원국  | 비회원국  | 비회원국  | 비회원국  | 비회원국  | 비회원국  |
| 1934년 | 비회원국  | 비회원국  | 비회원국  | 비회원국  | 비회원국  | 비회원국  | 비회원국  | 비회원국  | 비회원국  |
| 1938년 | 비회원국  | 비회원국  | 비회원국  | 비회원국  | 비회원국  | 비회원국  | 비회원국  | 비회원국  | 비회원국  |
| 1950년 | 비회원국  | 비회원국  | 비회원국  | 비회원국  | 비회원국  | 비회원국  | 비회원국  | 비회원국  | 비회원국  |
| 1954년 | 비회원국  | 비회원국  | 비회원국  | 비회원국  | 비회원국  | 비회원국  | 비회원국  | 비회원국  | 비회원국  |
| 1958년 | 비회원국  | 비회원국  | 비회원국  | 비회원국  | 비회원국  | 비회원국  | 비회원국  | 비회원국  | 비회원국  |
| 1962년 | 비회원국  | 비회원국  | 비회원국  | 비회원국  | 비회원국  | 비회원국  | 비회원국  | 비회원국  | 비회원국  |
| 1966년 | 비회원국  | 비회원국  | 비회원국  | 비회원국  | 비회원국  | 비회원국  | 비회원국  | 비회원국  | 비회원국  |
| 1970년 | 비회원국  | 비회원국  | 비회원국  | 비회원국  | 비회원국  | 비회원국  | 비회원국  | 비회원국  | 비회원국  |
| 1974년 | 비회원국  | 비회원국  | 비회원국  | 비회원국  | 비회원국  | 비회원국  | 비회원국  | 비회원국  | 비회원국  |
| 1978년 | 비회원국  | 비회원국  | 비회원국  | 비회원국  | 비회원국  | 비회원국  | 비회원국  | 비회원국  | 비회원국  |
| 1982년 | 비회원국  | 비회원국  | 비회원국  | 비회원국  | 비회원국  | 비회원국  | 비회원국  | 비회원국  | 비회원국  |
| 1986년 | 비회원국  | 비회원국  | 비회원국  | 비회원국  | 비회원국  | 비회원국  | 비회원국  | 비회원국  | 비회원국  |
| 1990년 | 비회원국  | 비회원국  | 비회원국  | 비회원국  | 비회원국  | 비회원국  | 비회원국  | 비회원국  | 비회원국  |
| 1994년 | 비회원국  | 비회원국  | 비회원국  | 비회원국  | 비회원국  | 비회원국  | 비회원국  | 비회원국  | 비회원국  |
| 1998년 | 비회원국  | 비회원국  | 비회원국  | 비회원국  | 비회원국  | 비회원국  | 비회원국  | 비회원국  | 비회원국  |
| 2002년 | 예선 탈락 | 예선 탈락 | 예선 탈락 | 예선 탈락 | 예선 탈락 | 예선 탈락 | 예선 탈락 | 예선 탈락 | 예선 탈락 |
| 2006년 | 예선 탈락 | 예선 탈락 | 예선 탈락 | 예선 탈락 | 예선 탈락 | 예선 탈락 | 예선 탈락 | 예선 탈락 | 예선 탈락 |
| 2010년 | 예선 탈락 | 예선 탈락 | 예선 탈락 | 예선 탈락 | 예선 탈락 | 예선 탈락 | 예선 탈락 | 예선 탈락 | 예선 탈락 |
| 2014년 | 예선 탈락 | 예선 탈락 | 예선 탈락 | 예선 탈락 | 예선 탈락 | 예선 탈락 | 예선 탈락 | 예선 탈락 | 예선 탈락 |
| 2018년 | 예선 탈락 | 예선 탈락 | 예선 탈락 | 예선 탈락 | 예선 탈락 | 예선 탈락 | 예선 탈락 | 예선 탈락 | 예선 탈락 |
| 2022년 | 예선 탈락 | 예선 탈락 | 예선 탈락 | 예선 탈락 | 예선 탈락 | 예선 탈락 | 예선 탈락 | 예선 탈락 | 예선 탈락 |
| 2026년 | 예선 탈락 | 예선 탈락 | 예선 탈락 | 예선 탈락 | 예선 탈락 | 예선 탈락 | 예선 탈락 | 예선 탈락 | 예선 탈락 |
| 합계   |           |           |           |           |           |           |           |           |           |

## FIFA 월드컵 (예선)
| 년도   | 경기                                        | 승                                          | 무*                                         | 패                                          | 득점                                        | 실점                                        | 승점                                        |
| ------ | ------------------------------------------- | ------------------------------------------- | ------------------------------------------- | ------------------------------------------- | ------------------------------------------- | ------------------------------------------- | ------------------------------------------- |
| 1930년 | 비회원국                                    | 비회원국                                    | 비회원국                                    | 비회원국                                    | 비회원국                                    | 비회원국                                    | 비회원국                                    |
| 1934년 | 비회원국                                    | 비회원국                                    | 비회원국                                    | 비회원국                                    | 비회원국                                    | 비회원국                                    | 비회원국                                    |
| 1938년 | 비회원국                                    | 비회원국                                    | 비회원국                                    | 비회원국                                    | 비회원국                                    | 비회원국                                    | 비회원국                                    |
| 1950년 | 비회원국                                    | 비회원국                                    | 비회원국                                    | 비회원국                                    | 비회원국                                    | 비회원국                                    | 비회원국                                    |
| 1954년 | 비회원국                                    | 비회원국                                    | 비회원국                                    | 비회원국                                    | 비회원국                                    | 비회원국                                    | 비회원국                                    |
| 1958년 | 비회원국                                    | 비회원국                                    | 비회원국                                    | 비회원국                                    | 비회원국                                    | 비회원국                                    | 비회원국                                    |
| 1962년 | 비회원국                                    | 비회원국                                    | 비회원국                                    | 비회원국                                    | 비회원국                                    | 비회원국                                    | 비회원국                                    |
| 1966년 | 비회원국                                    | 비회원국                                    | 비회원국                                    | 비회원국                                    | 비회원국                                    | 비회원국                                    | 비회원국                                    |
| 1970년 | 비회원국                                    | 비회원국                                    | 비회원국                                    | 비회원국                                    | 비회원국                                    | 비회원국                                    | 비회원국                                    |
| 1974년 | 비회원국                                    | 비회원국                                    | 비회원국                                    | 비회원국                                    | 비회원국                                    | 비회원국                                    | 비회원국                                    |
| 1978년 | 비회원국                                    | 비회원국                                    | 비회원국                                    | 비회원국                                    | 비회원국                                    | 비회원국                                    | 비회원국                                    |
| 1982년 | 비회원국                                    | 비회원국                                    | 비회원국                                    | 비회원국                                    | 비회원국                                    | 비회원국                                    | 비회원국                                    |
| 1986년 | 비회원국                                    | 비회원국                                    | 비회원국                                    | 비회원국                                    | 비회원국                                    | 비회원국                                    | 비회원국                                    |
| 1990년 | 비회원국                                    | 비회원국                                    | 비회원국                                    | 비회원국                                    | 비회원국                                    | 비회원국                                    | 비회원국                                    |
| 1994년 | 비회원국                                    | 비회원국                                    | 비회원국                                    | 비회원국                                    | 비회원국                                    | 비회원국                                    | 비회원국                                    |
| 1998년 | 비회원국                                    | 비회원국                                    | 비회원국                                    | 비회원국                                    | 비회원국                                    | 비회원국                                    | 비회원국                                    |
| 2002년 | 2                                           | 0                                           | 0                                           | 2                                           | 1                                           | 14                                          | 0                                           |
| 2006년 | 2                                           | 0                                           | 0                                           | 2                                           | 0                                           | 11                                          | 0                                           |
| 2010년 | 2                                           | 0                                           | 0                                           | 2                                           | 0                                           | 10                                          | 0                                           |
| 2014년 | 8                                           | 2                                           | 0                                           | 6                                           | 6                                           | 41                                          | 6                                           |
| 2018년 | 2                                           | 1                                           | 0                                           | 1                                           | 1                                           | 4                                           | 3                                           |
| 2022년 | 4                                           | 0                                           | 0                                           | 4                                           | 0                                           | 15                                          | 0                                           |
| 2026년 | 2                                           | 0                                           | 2                                           | 0                                           | 1                                           | 1                                           | 2                                           |
| 합계   | 22                                          | 3                                           | 2                                           | 17                                          | 9                                           | 96                                          | 11                                          |
| 순위   | 월드컵 예선 승점 순위 : 186위 (북중미 30위) | 월드컵 예선 승점 순위 : 186위 (북중미 30위) | 월드컵 예선 승점 순위 : 186위 (북중미 30위) | 월드컵 예선 승점 순위 : 186위 (북중미 30위) | 월드컵 예선 승점 순위 : 186위 (북중미 30위) | 월드컵 예선 승점 순위 : 186위 (북중미 30위) | 월드컵 예선 승점 순위 : 186위 (북중미 30위) |

## CONCACAF 골드컵
- 1963년 ~ 1998년 - 불참
- 2000년 ~ 2021년 - 예선 탈락

## 주요 선수
- 더스티 굿
- 트노이 앤드류
- 맥도널드 테일러 주니어
- 제임스 찰스 맥
- 트레버 렌스퍼드
- 캐솔 그린